# Стратегічне бомбардування

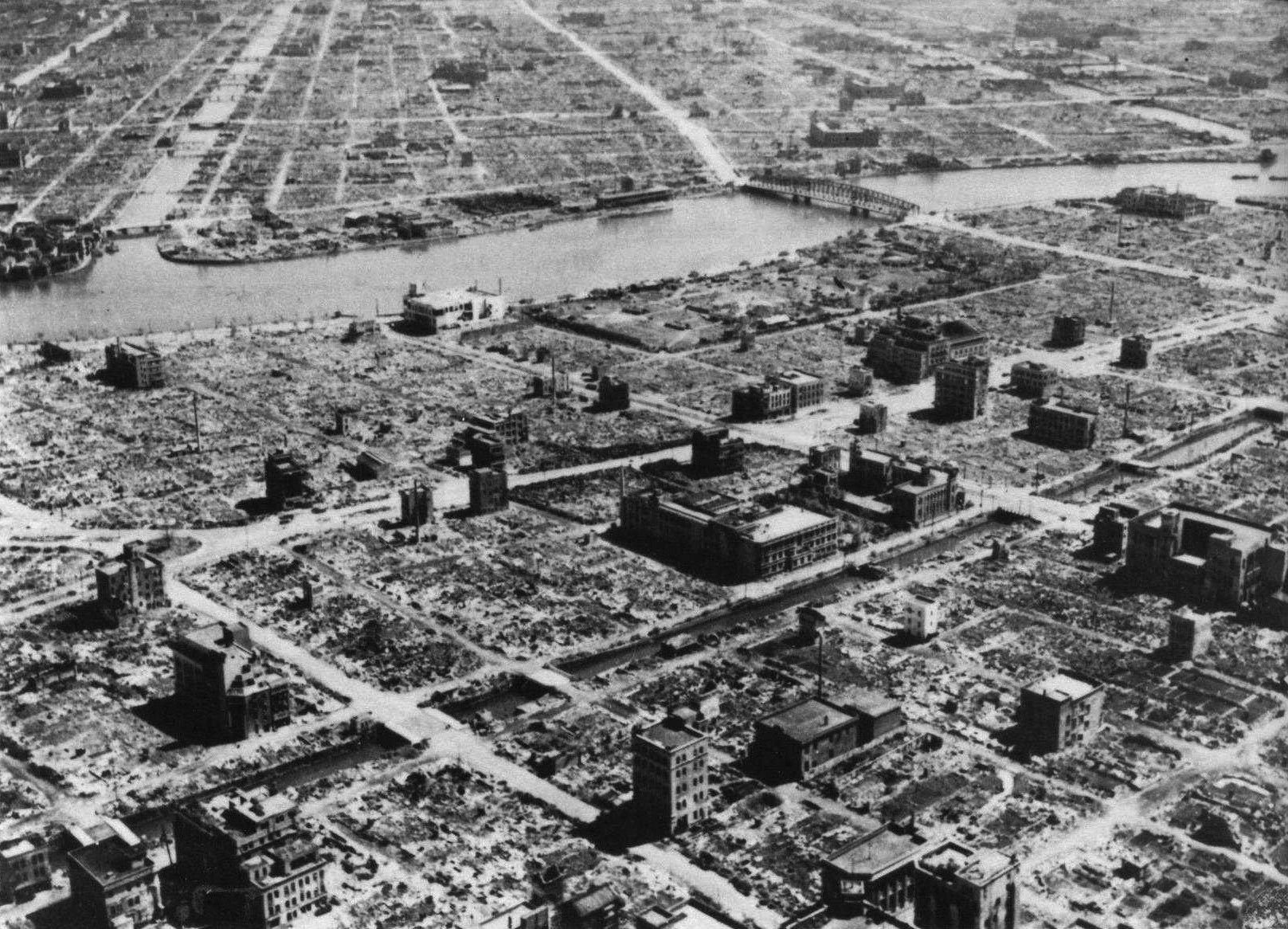
Стратегічне бомбардування Токіо. 14 березня 1945

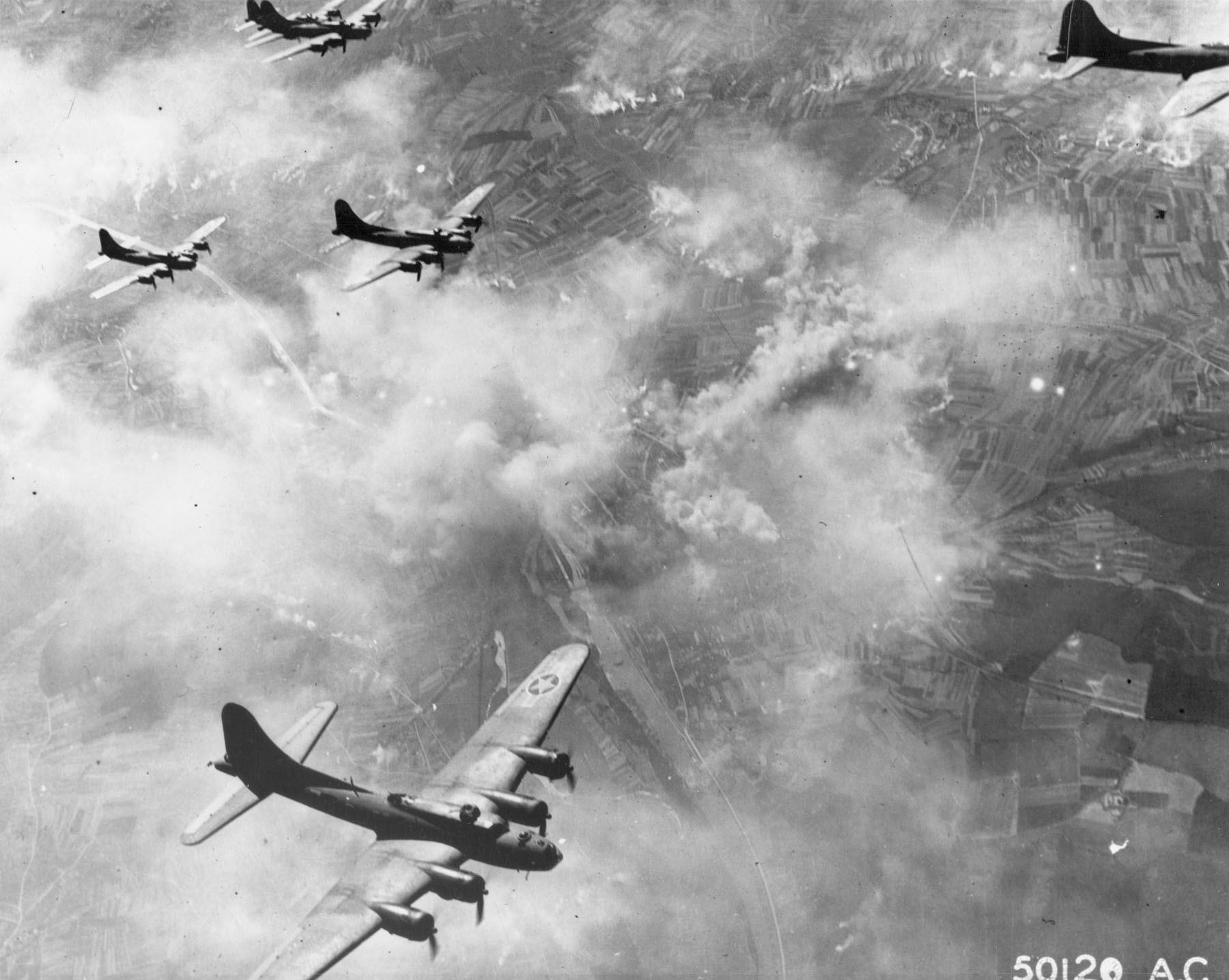
Американські бомбардувальники B-17 «Летюча фортеця» бомблять авіаційні заводи в Швайнфурті. Операція «Дабл Страйк». 17 серпня 1943

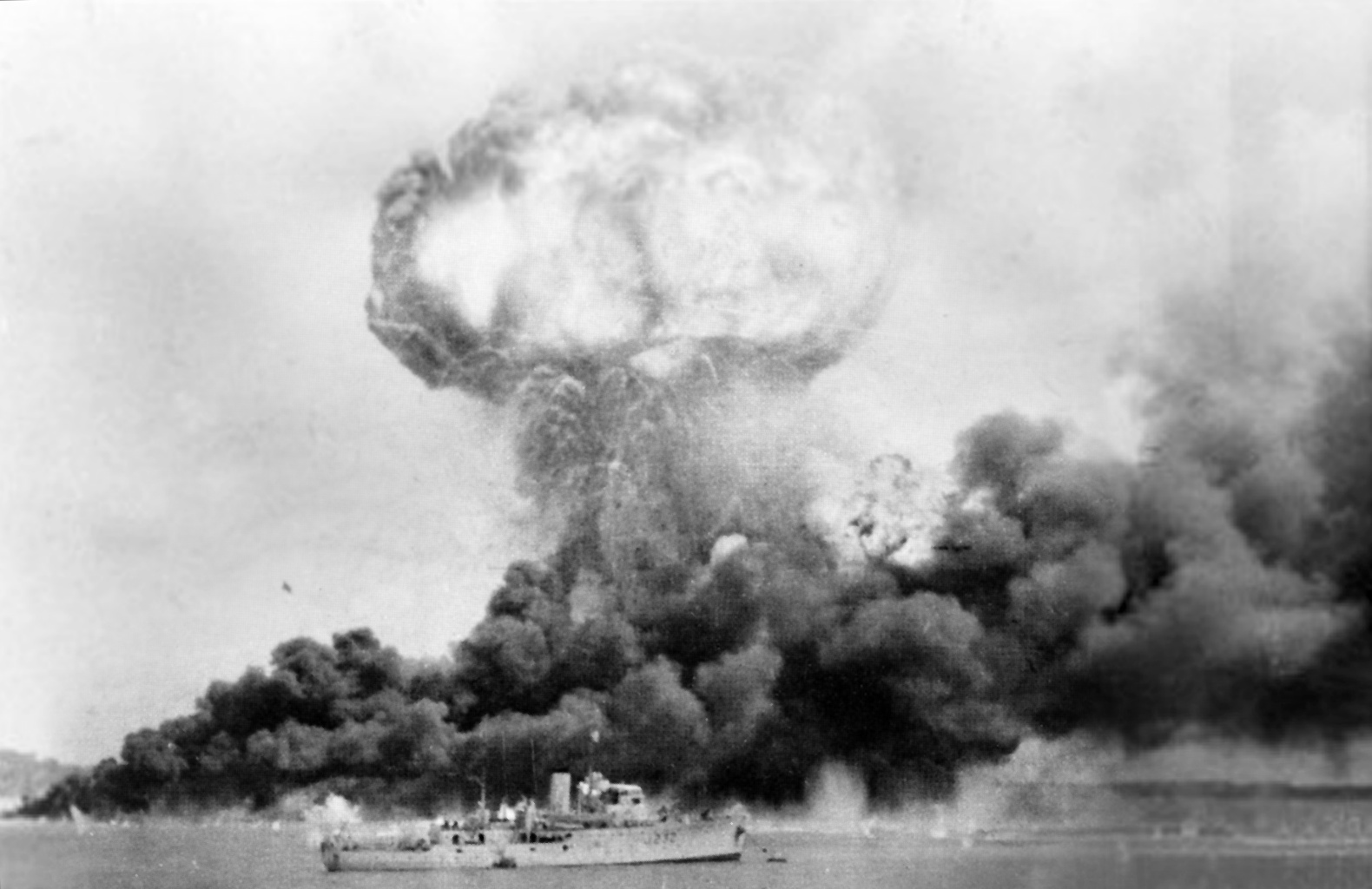
Стратегічне бомбардування Дарвіну. 19 лютого 1942

Стратегічне бомбардування — складова військової стратегії, що має за мету знищення економічного та воєнного потенціалу держави противника, знищуючи його основні економічні джерела, елементи потенціалу цілісної економічної системи, що використовуються і можуть бути використані у військових цілях, а також волю громадськості вести війну, без застосування сухопутних військ або військово-морських сил. Стратегічне бомбардування полягає в організації систематичних та масштабних ударів військовою стратегічною авіацією, під час яких застосовуються стратегічні бомбардувальники, ракети далекої або середньої дальності, або оснащені ядерною зброєю винищувачі-бомбардувальники, щоб атакують цілі, котрі вважаються життєво важливими для ведення війни противником.

## Терор бомбардуванням

### Ракетний терор
Ракетний терор — вираз, що застосовується українськими медіа, посадовцями тощо на позначення масованих ракетних обстрілів під час російського вторгнення в Україну (з 2022). Російські ракетні атаки стали причиною забороненого повітряного простору над усією територією України та ознаменувалися численними воєнними злочинами, як то удари по критичній інфраструктурі та удари по житловій забудові. Поняття ракетного терору часто прив'язують до російського державного тероризму та використовують для обґрунтування потреби України в сучасних засобах протиповітряної оборони, в тому числі — багатоцільових винищувачах (див. також Коаліція винищувачів). На початку вторгнення також були пропозиції безпольотної зони над Україною.

## Перелік
Нижче наведено перелік основних стратегічних бомбардувань в історії.
- Стратегічні бомбардування під час Першої світової війни
- Стратегічні бомбардування в період Другої світової війни
  - Бліц (бомбардування Великої Британії)
  - Стратегічне бомбардування Японії
    - Ядерне бомбардування Хіросіми і Нагасакі
- Бомбардування В'єтнаму (Війна у В'єтнамі)
  - Операція «Linebacker II»[en]
  - Операція «Ranch Hand»
  - Операція «Rolling Thunder»[en]
- Бомбардування Югославії силами НАТО
- Удари по об'єктах критичної інфраструктури України під час російсько-української війни